# 太师屯镇
太师屯镇是中国北京市密云区下辖的一个镇，101国道过境。

## 行政区划
太师屯镇下辖以下地区：
太师屯镇社区、光明社区、正阳社区、永安社区、北山社区、黄各庄村、许庄子村、流河峪村、前八家庄村、后八家庄村、龙潭沟村、上庄子村、东田各庄村、流河沟村、葡萄园村、太师屯村、太师庄村、上金山村、大漕村、小漕村、城子村、松树峪村、东学各庄村、松树掌村、桑园村、黑古沿村、前南台村、后南台村、头道岭村、光明队村、二道河村、车道峪村、沙峪村、令公村、南沟村、石岩井村、东庄禾村、马场村和落洼村。

## 中国传统村落
- 2016年12月，令公村被评为第四批中国传统村落。